# 20 Vulpeculae
20 Vulpeculae, som är stjärnans Flamsteed-beteckning, är en ensam stjärna belägen i den mellersta delen av stjärnbilden Räven. Den har en lägsta skenbar magnitud på ca 5,91 och är svagt synlig för blotta ögat där ljusföroreningar ej förekommer. Baserat på parallax enligt Gaia Data Release 2 på ca 2,8 mas, beräknas den befinna sig på ett avstånd på ca 1 170 ljusår (ca 358 parsek) från solen. Den rör sig närmare solen med en heliocentrisk radialhastighet av ca -22 km/s.

## Egenskaper
20 Vulpeculae är en blå till vit stjärna i huvudserien av spektralklass B7 Ve och är en Be-stjärna. Den har en snabb rotation med en projicerad rotationshastighet på 236 km/s (jämfört med en kritisk hastighet på 332 km/s) och en uppskattad polaxellutning på 71,1°. Den har en massa som är ca 4 solmassor, en radie som är ca 3 solradier och utsänder ca 460 gånger mera energi än solen från dess fotosfär vid en effektiv temperatur på ca 12 100 K.
20 Vulpeculae är en variabel av osäker Be-typ (S), som varierar mellan visuell magnitud +5,87 och 5,92 utan någon fastställd periodicitet.